# Długi Giewont
Długi Giewont – długa grań masywu Giewontu w Tatrach Zachodnich. Od głównego szczytu zwanego Wielkim Giewontem (1894 m) oddzielona jest przełęczą Szczerba.
W najwyższym punkcie, znajdującym się tuż ponad Szczerbą (ok. 400 m od krzyża), osiąga wysokość 1867 m. Grań Długiego Giewontu o długości 1,3 km ciągnie się od Szczerby w kierunku północno-wschodnim aż do przełęczy Wrótka oddzielającej ją od Kalackiej Kopy. Grań jest stosunkowo równa, występują w niej niewielkie tylko wcięcia i turnie. W kolejności od Szczerby na wschód są to, Szczerbinka, Juhaska Turnia, Juhaska Przehyba, Juhaska Kopa, Wyżnie Wrótka, Turnia nad Białem, Wrótka.
Urwista północna ściana, o wysokości względnej ok. 620 m wznosi się ponad Doliną Strążyską i Doliną Białego. Nieco mniej strome zbocza południowe opadają do Doliny Bystrej i Doliny Kondratowej. W partiach wierzchołkowych (o wysokości 40–80 m) są to nagie i bardzo stromo podcięte skały. Pod nagimi skałami występuje trawiasty Wielki Upłaz, niżej zbocza porośnięte są kosodrzewiną i lasem. Pocięte są kilkoma żlebami, w kierunku od Szczerby na wschód są to: Koński Żleb, Krówski Żleb, Suchy Żleb, Urwany Żleb i Żleb pod Wrótka. Nazwy niektórych żlebów wskazują, że były niegdyś wypasane (tereny pasterskie Hali Kondratowej).
Długi Giewont zbudowany jest z wapieni jury górnej (seria wierchowa), należących do płaszczowiny Giewontu i zapadającymi pod kątem ok. 80 stopni ku północy
Długi Giewont jest niedostępny turystycznie. W jego rejonie notowane były wypadki wśród turystów i taterników. Znajdują się na nim drogi wspinaczkowe dla taterników, jednak obecnie TPN zabronił wspinaczki w tym rejonie. W 1852 r. pierwszy zakopiański proboszcz, ksiądz Józef Stolarczyk podczas wspinaczki na grani Długiego Giewontu ugrzązł w skałach i nie mógł wydostać się o własnych siłach. Wydostali go dopiero przy pomocy powrozów wzywani krzykiem juhasi, wypasający na Hali Kondratowej.
Stwierdzono tutaj występowanie rzadkich w Polsce gatunków roślin, m.in.: czeremcha skalna, ostrołódka karpacka, gnidosz Hacqueta i oman plamisty.

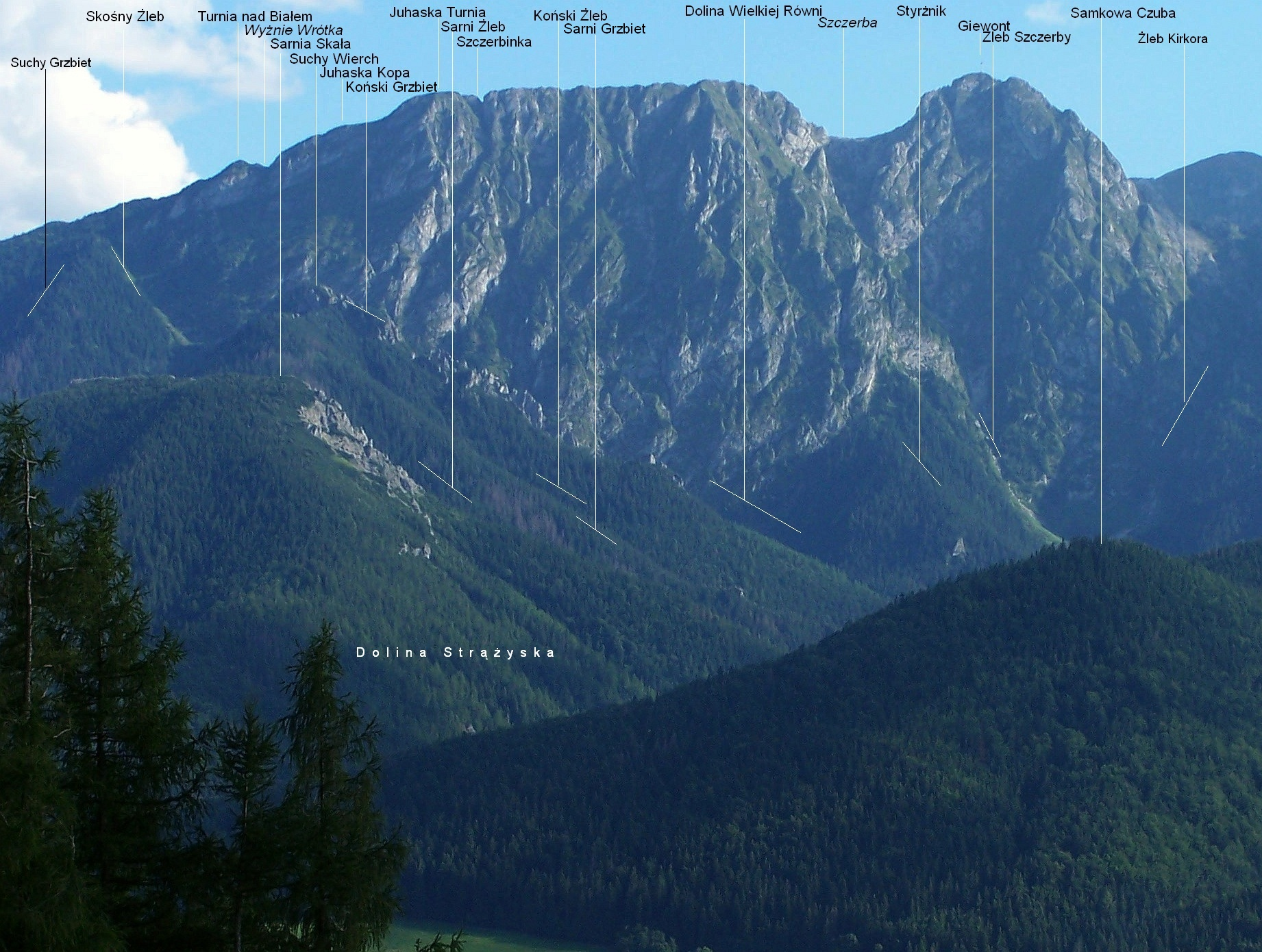
Północna ściana Długiego Giewontu
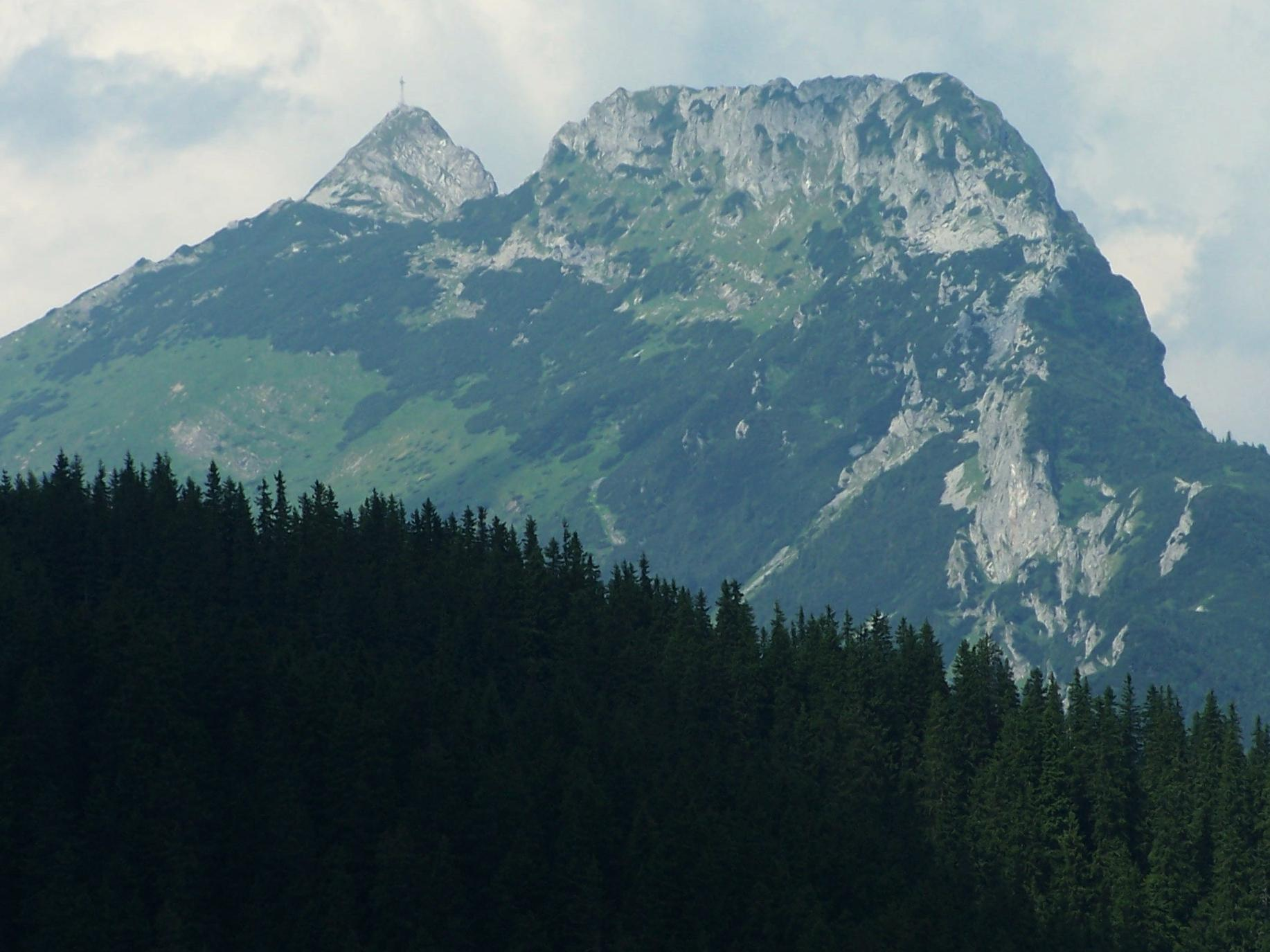
Giewont i Długi Giewont
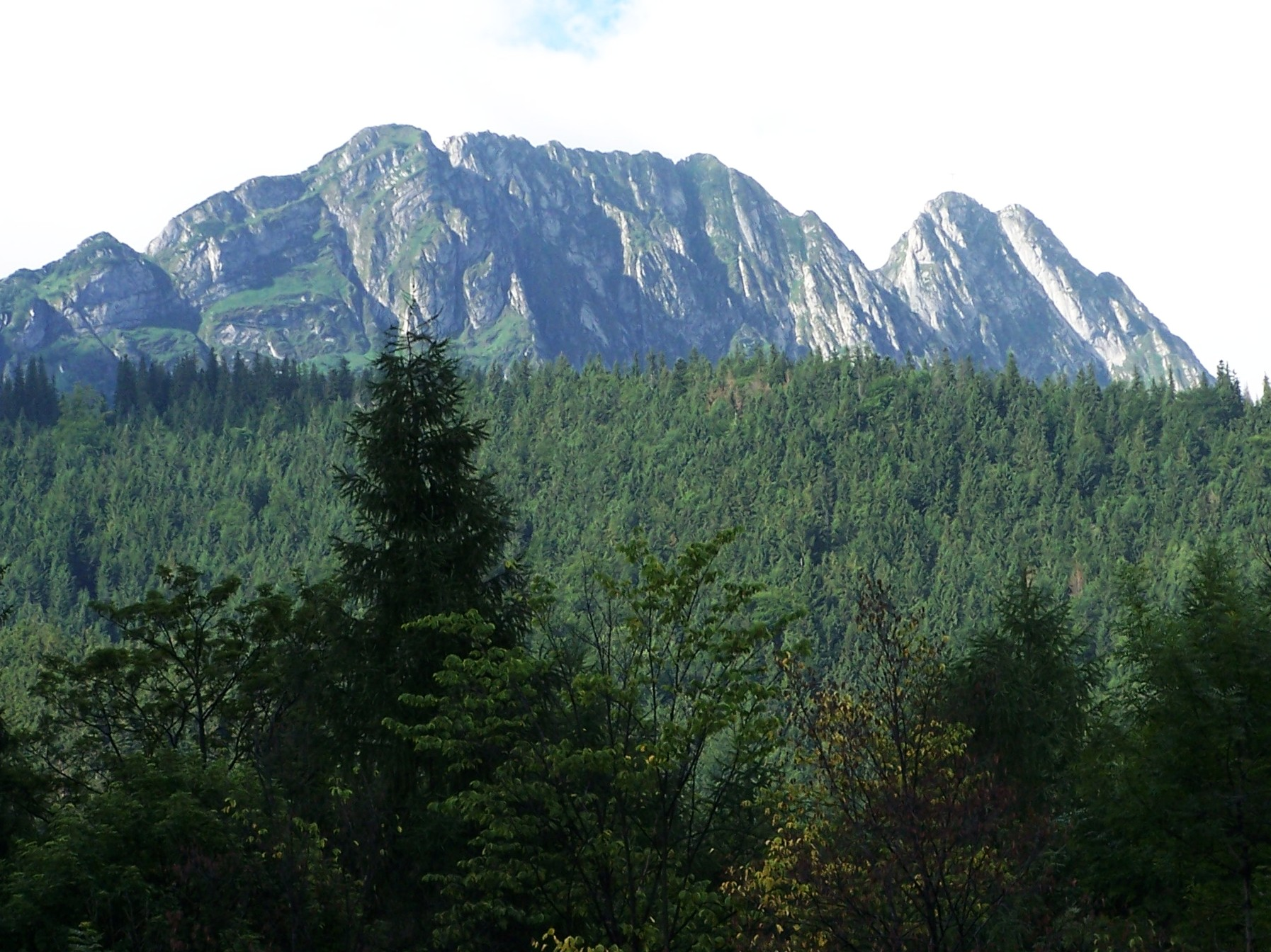
Widok od północnego wschodu
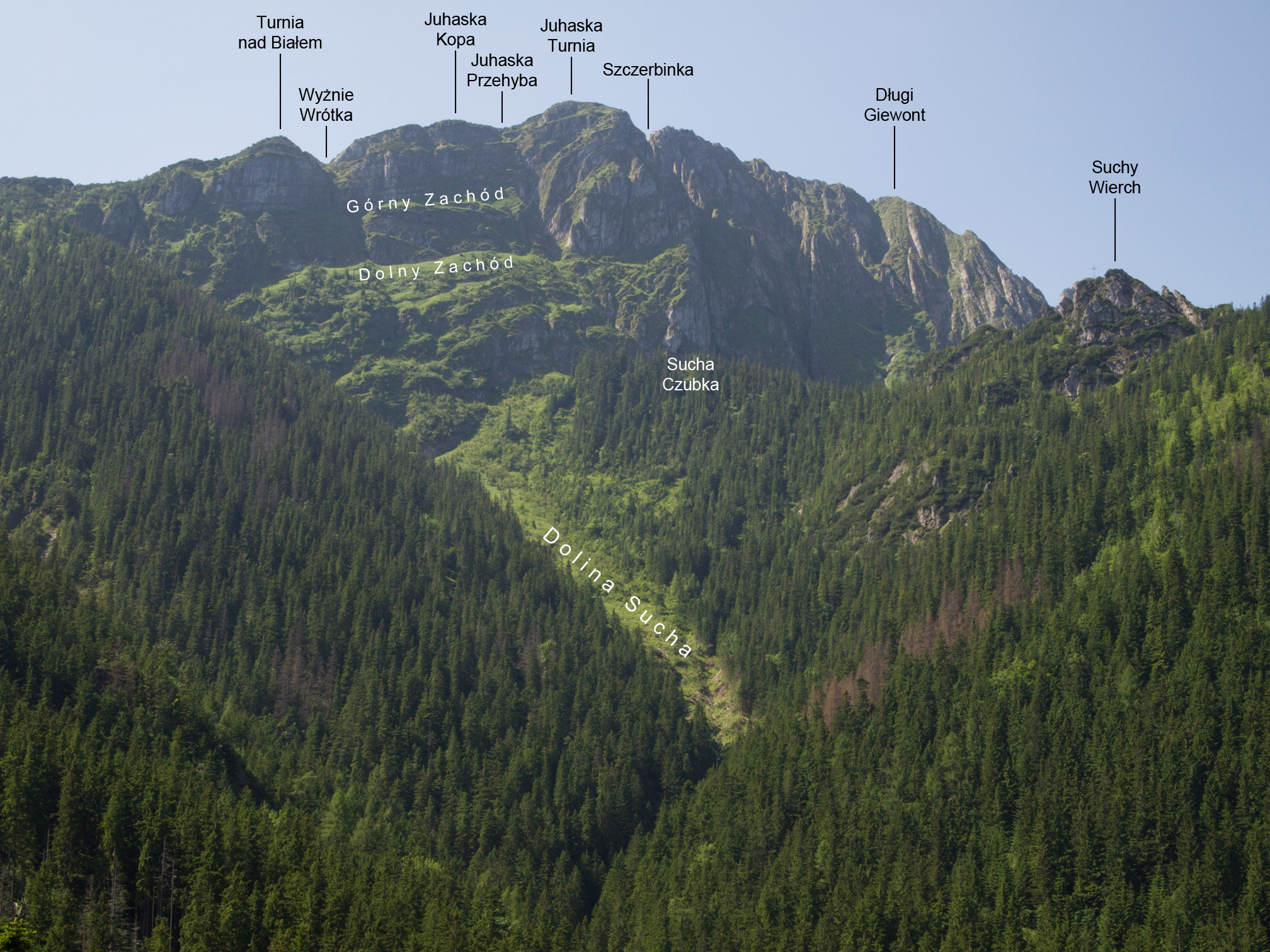
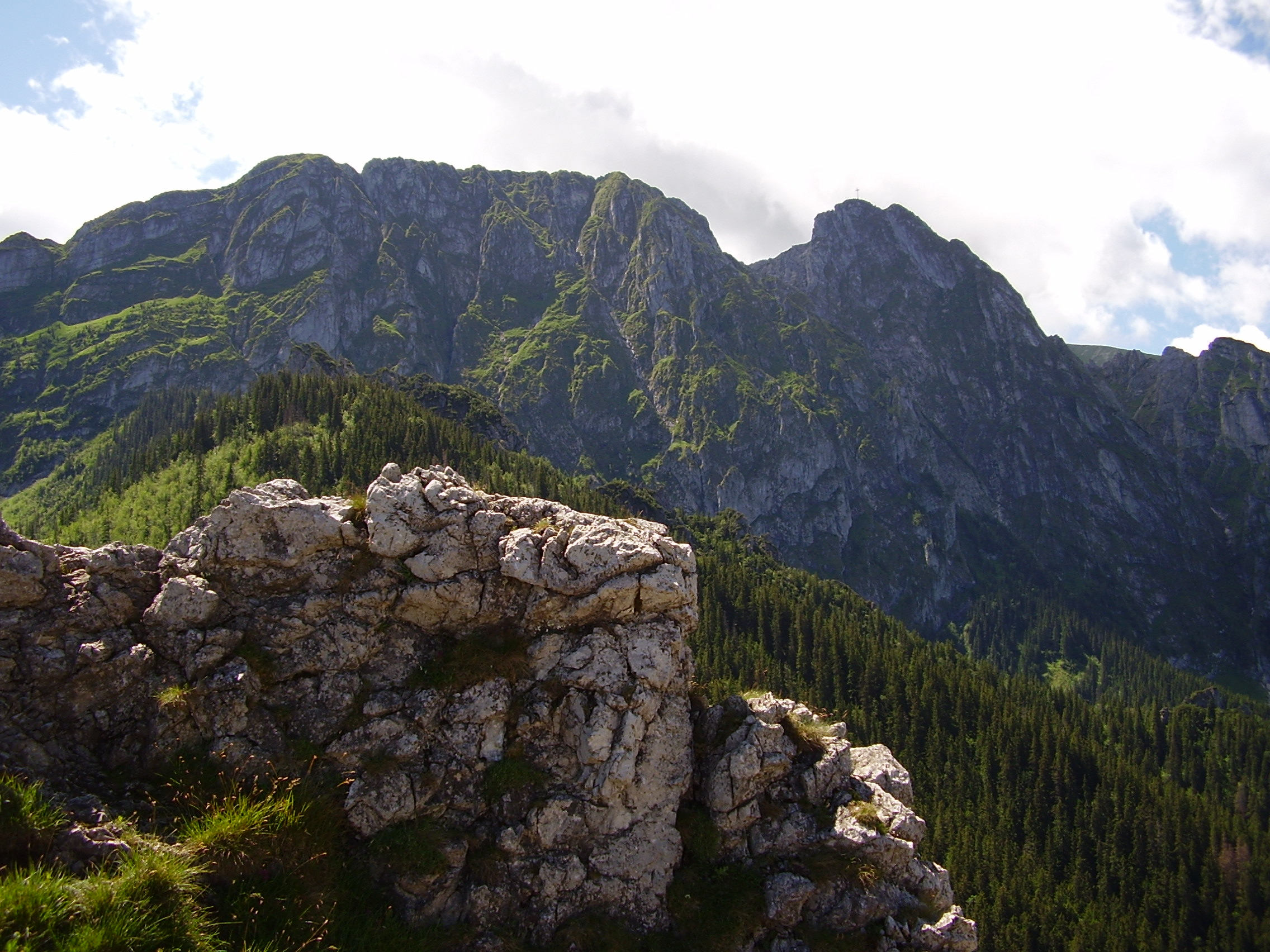